# Качинець
Качинець (пол. Kaczyniec) — село в Польщі, у гміні Коло Кольського повіту Великопольського воєводства.
Населення — 171 особа (2011).
У 1975-1998 роках село належало до Конінського воєводства.

## Демографія
Демографічна структура станом на 31 березня 2011 року:
|          | Загалом | Допрацездатний вік | Працездатний вік | Постпрацездатний вік |
| -------- | ------- | ------------------ | ---------------- | -------------------- |
| Чоловіки | 98      | 23                 | 65               | 10                   |
| Жінки    | 73      | 16                 | 37               | 20                   |
| Разом    | 171     | 39                 | 102              | 30                   |